# Stefania Kowalska-Glikman
Stefania Kowalska-Glikman (ur. 16 stycznia 1926, zm. 2 września 2015) – polska historyk, profesor nauk humanistycznych.

## Życiorys
W 1990 r. uzyskała tytuł profesora nauk humanistycznych. Została zatrudniona na stanowisku profesora w Instytucie Historii im. Tadeusza Manteuffla Polskiej Akademii Nauk.